# Битка код Шушњара
Битка код Шушњара је била борба између партизанске Дванаесте славонске бригаде НОВЈ и Усташко-домобранског славонског здруга, која се одвила 16. априла 1943. године, у завршним операцијама непријатељске офанзиве „Браун“. Борба је завршила одлучном победом партизана над надмоћчнијим непријатељским снагама и остала забележена као највећа победа Дванаесте славонске бригаде, али и славонских партизана уопште током рата.

## Покрет Славонског здруга према 12. бригади
Здруг је по заповести пуковника Томислава Боснића 12. априла у 7 часова кренуо из Славонске Пожеге правцем Торањ–Ољаси–Лучинци, где је преноћио и сутрадан наставио према Каменској. Сачињавале су га четири бојне и батерија топова 100 мм од три топа, те укупно 1.200 војника. Здруг се кретао веома опрезно и споро због могућег ненаданог напада партизана, тако да је растојање од 17 км од Славонске Пожеге до Шушњара прешао тек после пуна четири дана.
У Бишкупцима и Стражеману Боснић је добио обавештење да су партизани 13. априла пред зору одступили у правцу села Горњи Врховци. И поред тога Здруг је наставио марш и до 16 сати стигао у село Велику, где је и преноћио. Дана 15. априла, Здруг је продужио надирање према западу правцем Бишкупци–Стражемен–Стријежевица и истог дана добио борбену заповест за дејство 16. априла. У заповести је подвучено да се остаци партизанских снага, после пораза у офанзиви „Браун“, налазе на простору Равне Горе: Јаворник-Метла-Горњи Борки-Заиле, западно од пута Стријежевица-Звечево.
Према заповести, здруг је надирао општим правцем Стријежевица-Звечево да би се задржао на простору Корлати-Велебит и Липов врх, 4 км јужно од Звечева. Истовремено с кретањем Славонског здруга, надирала је и Прва горска дивизија у три колоне (једна из Дарувара, друга правцем Воћин-Звечево и трећа из Пакраца). Иако је заповедништво Другог домобранског збора најавило да ће доставити заповест за борбена дејства 17. априла, то наређење није никад стигло јер је Славонски здруг 16. априла био разбијен, а затим заробљен.

## Распоређивање 12. славонске бригаде НОВЈ
Према заповести Штаба Дванаесте славонске дивизије Дванаеста славонска бригада добила је задатак да са два батаљона организује заседу источно од комуникације Каменска-Звечево код Вучјака-Враново, кота 333. Други батаљон Дванаесте славонске бригаде налазио се у заседи јужно од коте 648, на гребену изнад потока Враново. Први и трећи батаљон пошто су ноћу 15/16. априла прешли преко 30 км, добили су задатак да после отварања ватре са чела и десног бока, зађу непријатељу иза леђа од Гредине и изврше напад са југоисточне стране. Пошто је преноћио у Шушњарима и Крушеву, Здруг је у 8 сати 16. априла кренуо правцем: Стријежевица-Мркопље-Звечево у следећем борбеном распореду: Четврта бојна у улози претходнице, Друга бојна у улози леве побочнице кретала се западно од комуникације у правцу Мркопља.
Прва бојна наступала је источно од комуникације Стријежевица-Звечево у улози десне побочнице, правцем Камени град кота 612. Трећа бојна наступала је комуникацијом Стријежевица-Звечево у улози заштитнице (позади хаубичке батерије и коморе).

## Битка
Око 9 часова дошло је до жестоке борбе, када се чело Прве бојне (која је била у улози десне побочнице) сударило са Четвртим батаљоном Дванаесте бригаде код Каменог града (кота 612). Борба се водила са прекидима од 9 до 17 часова. После судара Прве бојне са Четвртим батаљоном, дошло је до борбе и код села Мркопља, гдје се Друга бојна у улози леве побочнице сударила са Другим батаљоном Седамнаесте славонске бригаде. Батаљон, којим је командовао Милан Јока, одмах је прешао у противнапад и одбацио непријатељеву бојну према путу Вучјак-Звечево. Од 10 до 12 часова водила се жестока борба. На десни бок Усташко-домобранског здруга извршен је силовит напад од Другог и Четвртог батаљона Дванаесте славонске бригаде, а ударом из позадине и јуришем Првог и Трећег батаљона, дошло је до дезорганизације и тоталне пометње у редовима непријатеља.
Жестоку борбу са једном четом усташа, која је бранила батерију хаубица 100 мм, водио је Први батаљон Дванаесте славонске бригаде. Иако су у борби преполовљене, усташе су пружале отпор све до 15 часова када је један део одступио, а на попришту борбе је остало око 100 усташких лешева.
У борби код Шушњара сви батаљони су у тактичком погледу извршили своје задатке потпуно и на најбољи начин. Други и Четврти батаљон зауставили су својом ватром и нападом са чела покрет Славонског здруга. Први и Трећи батаљон су неуобичајено великом брзином прешли преко брисаног простора, зашли за леђа непријатељу и, ударом из позадине, довели до расула и заробљавања Славонског здруга. У помањкању резервних снага и због рељефа земљишта, на друму Вучјак-Стријежевица остала је незатворена бреша кроз коју се извукло око 250-300 војника. Ону су избегли заробљавање бежањем према Каменској и Славонској Пожеги.
У борби код Шушњара дошла је до пуног изражаја тактичка зрелост и војничко искуство Штаба Дванаесте славонске дивизије као и штабова Дванаесте и Седамнаесте славонске бригаде, која је мотивисала ниже старешине и борце да смело јуришају и нападају непријатеља, без обзира на његову надмоћност у живој сили и наоружању. Борба и тактички маневар Дванаесте славонске бригаде код Шушњара били су резултат јединственог, смелог и оригиналног плана, непосредног командовања у борби и високог степена садејства између свих јединица у оквиру Бригаде.
Победа партизанских снага код Шушњара одјекнула је широм Славоније и извршила снажну морално-политичку и мобилизаторску улогу, посебно на омладину и народ Славоније. Та победа означила је и коначан слом непријатељске офанзиве „Браун“ у Славонији.

## Биланс
У борби која је трајала око 5 часова, заробљено је 583 непријатељских војника, од тога 10 официра, 40 подофицира и командант здруга, пуковник Томислав Боснић. Убијено је 185 непријатељских војника, док се остатак здруга повукао према Славонској Пожеги и Пакрацу.
Заплењене су 3 пољске хаубице 100 мм са 250 артиљеријских граната, 38 митраљеза, 20 аутомата, 560 пушака, 20 минобацача, 300.000 метака, 350 мина за минобацаче, 85 коња, 600 пари ципела и чизама, 1 путничка кола, 1 мотоцикл, 15 кола разног ратног материјала и много хране.
Губици Дванаесте славонске бригаде били су 2 погинула и 7 рањених бораца.

## Споменик
У близини места Дочић је 1968. године у помен на велику победу партизана у бици подигнут монументални спомен-мозаик уметника Еде Муртића, који сликовито приказује распоред снага и ток борбе. Споменик је тешко оштећен током рата у Хрватској и још увек чека обнову.